# سامسونج جالكسي أورجنال
سامسونج جالاكسي أورجنال (بالإنجليزية: Samsung Galaxy (original))‏ أو سامسونج I7500 (بالإنجليزية: Samsung i7500)‏ هو هاتف ذكي من سامسونج يعمل بنظام أندرويد، تم طرحه في الأسواق في 27 أبريل 2009.

## الخصائص
- نظام التشغيل: أندرويد
- الكاميرا الخلفية: 5 ميجابكسل
- الشاشة: شاشة لمس 320 × 480
- الوزن: 114 غرام
- المعالج: 528 ميجا هرتز
- الذاكرة: 128 ميجابايت
- التخزين: 8 جيجابايت